# Patrimoni dell'umanità della Guinea
I patrimoni dell'umanità della Guinea sono i siti dichiarati dall'UNESCO come patrimonio dell'umanità in Guinea, che è divenuta parte contraente della Convenzione sul patrimonio dell'umanità il 18 marzo 1979.
Al 2022 un solo sito è iscritto nella Lista dei patrimoni dell'umanità: la Riserva naturale integrale del Monte Nimba, scelta nel 1981 in occasione della quinta sessione del comitato del patrimonio mondiale. Il sito è stato iscritto nella Lista dei patrimoni dell'umanità in pericolo dalla XVI sessione del Comitato per il patrimonio dell'umanità, nel 1992. Tre sono invece le candidature per nuove iscrizioni.

## Siti del Patrimonio mondiale
| Foto | Sito                                       | Luogo                                             | Tipo                  | Anno        | Descrizione |
| ---- | ------------------------------------------ | ------------------------------------------------- | --------------------- | ----------- | --- |
|      | Riserva naturale integrale del Monte Nimba | Prefettura di Lola (condiviso con Costa d'Avorio) | Naturale (155; ix, x) | 1981(-1982) | Situato ai confini tra Guinea, Liberia e Costa d'Avorio, il Monte Nimba si erge sopra la savana circostante. Le sue pendici sono ricoperte da fitti boschi ai piedi di alpeggi erbosi. Ospitano una flora e una fauna particolarmente ricche, con specie endemiche come il rospo viviparo e gli scimpanzé che usano le pietre come strumenti. |

## Siti candidati
| Foto | Sito                                                                       | Luogo                                                | Tipo                        | Anno       | Descrizione |
| ---- | -------------------------------------------------------------------------- | ---------------------------------------------------- | --------------------------- | ---------- | --- |
|      | Architettura vernacolare e paesaggio culturale mandingo di Gberedou/Hamana | Balato, Baro, Koumana                                | Culturale (1521; ii, v, vi) | 29/03/2001 | Il Gberedou/Hamana è uno dei centri storici e culturali più prestigiosi della Guinea. Parte integrante dell'Alta Guinea, di cui conserva tutte le caratteristiche fisiche e climatiche, il Gberedou/Hamana ospita importanti centri della civiltà Mandingo, vere e proprie scuole dove si apprende la storia di tutta la Guinea, e anche dell'Africa occidentale. Il Gberedou/Hamana è, inoltre, un luogo spirituale attraverso i suoi stagni sacri e i suoi numerosi luoghi di culto che sono ancora oggi al centro di fantastiche pratiche religiose. Costituisce, in questo, una memoria viva della religione tradizionale.                                                  |
|      | Paesaggio culturale dei monti Nimba                                        | Prefettura di Lola                                   | Culturale (1522; ii, vi)    | 29/03/2001 | Il contributo di questo paesaggio culturale alla struttura della società forestale guineana, l'impatto che ha sulla vita economica delle popolazioni locali e soprattutto il sostegno che offre alla spiritualità legata alla foresta denotano un evidente valore eccezionale. |
|      | Via dello schiavo in Africa, segmento da Timbo al Rio Pongo                | Regione di Boké, Regione di Kindia, Regione di Mamou | Culturale (1523; iv, vi)    | 29/03/2001 | Il villaggio di Farinya era uno dei luoghi principali della tratta degli schiavi sulla costa atlantica; racchiuso in un profondo e discreto estuario e raggiungibile in barca durante l'alta marea, questo borgo era un importantissimo centro di scambio e commercio. Una delle rotte degli schiavi più frequenti collegava Timbo a Bambaya (centro di smistamento e partenza degli schiavi dalla zona di Foutah alla costa) e poi da lì a Farinya. Nel contesto della tratta degli schiavi, l'estuario del Rio Pongo costituiva la parte terminale di un insieme di rotte commerciali che hanno avuto origine a monte della regione di Futa Jalon e della sorgente del Niger. |